# (100295) 1995 EC5
(100295) 1995 EC5 es un asteroide  perteneciente al cinturón de asteroides, descubierto el 2 de marzo de 1995 por el equipo del Spacewatch desde el Observatorio Nacional de Kitt Peak, Arizona, Estados Unidos.

## Designación y nombre
Designado provisionalmente como 1995 EC5.

## Características orbitales
1995 EC5 está situado a una distancia media del Sol de 2,868 ua, pudiendo alejarse hasta 2,886 ua y acercarse hasta 2,849 ua. Su excentricidad es 0,006 y la inclinación orbital 2,890 grados. Emplea 1774 días en completar una órbita alrededor del Sol.

## Características físicas
La magnitud absoluta de 1995 EC5 es 15,6.